# Sag Ja zur Liebe – Dulha Mil Gaya
Dulha Mil Gaya (Hindi: दुल्हा मिल गया, übersetzt: Finde einen Bräutigam) ist ein Hindi-Film aus dem Jahr 2010 von Mudassar Aziz. Die Hauptrollen spielen Fardeen Khan, Sushmita Sen und Ishitta Sharma. Shah Rukh Khan ist in einer Nebenrolle zu sehen.

## Handlung
Der Milliardärssohn Tej ‚Donsai‘ Dhanraj genießt sein Leben in dem Karibikstaat Trinidad und Tobago in vollen Zügen. Nach dem Tod seines Vaters soll Donsai das Vermögen von 5 Milliarden Dollar erben. Doch nur unter einer Bedingung – die da lautet: Innerhalb von 15 Tagen muss er die Tochter eines punjabischen Freundes seines Vaters ehelichen – Samarpreet Kaur Kapoor.
Donsai versucht, die Klausel im Testament zu umgehen, und reist nach Indien. Dort heiratet er standesamtlich seine „Zukünftige“ und macht sich dann anschließend, mit dem Versprechen, Samarpreet nach seiner Geschäftsreise abzuholen, aus dem Staub.
Samarpreet wartet täglich auf die Nachricht, doch außer einem monatlichen Scheck kommt nichts an. Schließlich reist sie nach Trinidad und Tobago, um nach dem Rechten zu sehen. Unterwegs trifft sie auf die versnobte Shimmer, die mit Donsai gut befreundet ist. Shimmer heckt einen Plan aus und macht aus dem Dorfmädchen eine hübsche Lady. Unterstützt wird Shimmer von ihrem Verehrer Pawan Raj Gandhi alias PRG, der ständig versucht, Shimmers Herz zu gewinnen.
Es dauert auch nicht lange, da wird Donsai auf die hübsche Samarpreet aufmerksam, die sich als Samara Capore ausgibt. Als Glamour-Girl lässt Samara Donsai absichtlich abblitzen, um ihm einen Denkzettel zu verpassen.
Als Donsai versucht, Samaras Herz zu erobern, gibt er zu, mit einer Frau namens Samarpreet verheiratet zu sein. Samara fällt ein Stein vom Herzen und sie simuliert ihre erste Begegnung mit Donsai im Punjab, sodass Donsai endlich begreift, dass Samara seine Frau ist. Angetan vom Happy End, stellt Shimmer ihr eigenes Leben in Frage. Sie folgt Pawan, um ihn von seiner Abreise abzuhalten. Als sie ihn endlich erwischt, ist sie es, die Pawan einen Heiratsantrag macht, den er lächelnd annimmt.

## Musik
| Songtitel                   | Sänger/in                                          |
| --------------------------- | -------------------------------------------------- |
| Dulha Mil Gaya              | Daler Mehndi                                       |
| Akela Dil                   | Adnan Sami, Anushka Manchanda                      |
| Aaja Aaja Mera Ranjhna      | Swananda, Anushka Manchanda                        |
| Magar Meri Jaan             | Anushka Manchanda, Mahua, Lalit Pandit             |
| Tu Jo Jaan Le               | Sonu Nigam                                         |
| Rang Diya Dil               | Shreya Ghoshal                                     |
| Dilrubaon Ke Jalwa          | Amit Kumar, Monali Thakur                          |
| Rang Diya Dil (Sad Version) | Shreya Ghoshal                                     |
| Shiri Farhad (Bonus Track)  | Neeraj Shridhar, Tulsi Kumar                       |
| Akela Dil (Remix)           | Adnan Sami, Anushka Manchanda, Remix von DJ A-Myth |
| Dulha Mil Gaya (Remix)      | Daler Mehndi, Remix von DJ A-Myth                  |
| Dilrubaon Ke Jalwa (Remix)  | Amit Kumar, Monali Thakur, Remix von DJ A-Myth     |

## Dies und Das
- Die Produktion zog sich über Jahre hin, sodass er erst 2010 in die Kinos kam. Auch wäre dies Ishitta Sharmas Debütfilm gewesen.
- In Trinidad und Tobago lief der Film für einige Wochen in den Kinos, obwohl er in Indien als Desaster endete.[1]